# Alija Bešić
Alija Bešić (ur. 30 marca 1975 w Zavidovići) – luksemburski piłkarz pochodzenia bośniackiego występujący na pozycji bramkarza.

## Kariera klubowa
Bešić karierę rozpoczął w 1994 roku w luksemburskim Unionie Luksemburg. W 1996 roku wywalczył z nim Puchar Luksemburga, a w 1998 roku wicemistrzostwo Luksemburga. W Unionie spędził 10 lat. Następnie grał w zespołach Swift Hesperange, CS Pétange oraz Fola Esch, a w 2012 roku zakończył karierę.

## Kariera reprezentacyjna
W reprezentacji Luksemburga Bešić zadebiutował 23 lutego 2000 roku w przegranym 1:3 towarzyskim meczu z Irlandią Północną. W latach 2000–2004 w drużynie narodowej rozegrał 28 spotkań.